# Емилиан (Ника)
Епи́скоп Емилиа́н (рум. Episcop Emilian, в миру Влад Ника, рум. Vlad Nica; 12 февраля 1972, село Березени, жудец Васлуй, Румыния) — епископ Румынской православной церкви, епископ Кришанский, викарий Арадской архиепископии (Банатская митрополия).

## Биография
Родился 12 февраля 1972 года в городе Березени Васлуйского жудеца Румынии в семье Костака и Тасии Ника. С 1978 по 1986 года обучался с первого по восьмой класс в средней школе № 2 в Березени. С 1986 по 1988 года обучался в школе-лицее № 1 в Березени.
1 сентября 1989 года поступил в Нямецкий монастырь. В 1990 году поступил в Нямецкую духовную семинарию им. Вениамина Костаки. 15 февраля 1991 года архимандритом Каллиником (Думитриу) был пострижен в монашество с именем Емилиан.
16 марта 1991 года был рукоположен в сан иеродиакона епископом Герасимом (Кристей). 1 января 1995 года был рукоположен в сан иеромонаха епископом Ботошанским Каллиником (Думитриу).
В 1995 году окончил Нямецкую духовную семинарию. В 1996 году поступиля на Богословскый факультет Университета Овидия в Констаце по богословско-исторической специализации.
20 августа 1998 года митрополитом Молдавским Даниилом (Чоботей) возведён в достоинство протосинкелла.
В 1999 году окончил Курсы по сохранению и защите национальной церкви, организованной Государственным секретариатом по делам религий. В 2000 году окончил богословскый факультет Университета Овидия. С 2000 по 2002 год обучался на историческом факультете того же университета со специализацией по истории средних веков.
29 февраля 2004 года митрополитом Молдавским Даниилом (Чоботей) был возведён в достоинство архимандрита.
С 2004 по 2009 год — доцент факультета православного богословия Ясского университета им. Александра Иоанна Кузы. 13 января 2009 года получил степень доктора богословия.
29 октября 2009 года решением Священного Синода Румынской православной церкви был избран викарным епископом Рымникской епископии, входящей в состав Олтенской митрополии, с титулом «Ловиштенский».
14 ноября того же года в храме святителя Николая в городе Рымнику-Вылча состоялась его епископская хиротония, которую совершил Патриарах Румынский Даниил в сослужении 19 епископов. Тогда же Рымникская епархия официально стала архиепископией.
4 июля 2017 года решением Священного Синода Румынской православной церкви избран епископом Кришанским, викарием Арадской архиепископии, входящей в состав Банатской митрополии. 16 июля того же года в кафедральном соборе Рождества Иоанна Предтечи в Араде состоялась его интронизация.